# Ulla Jacobsson

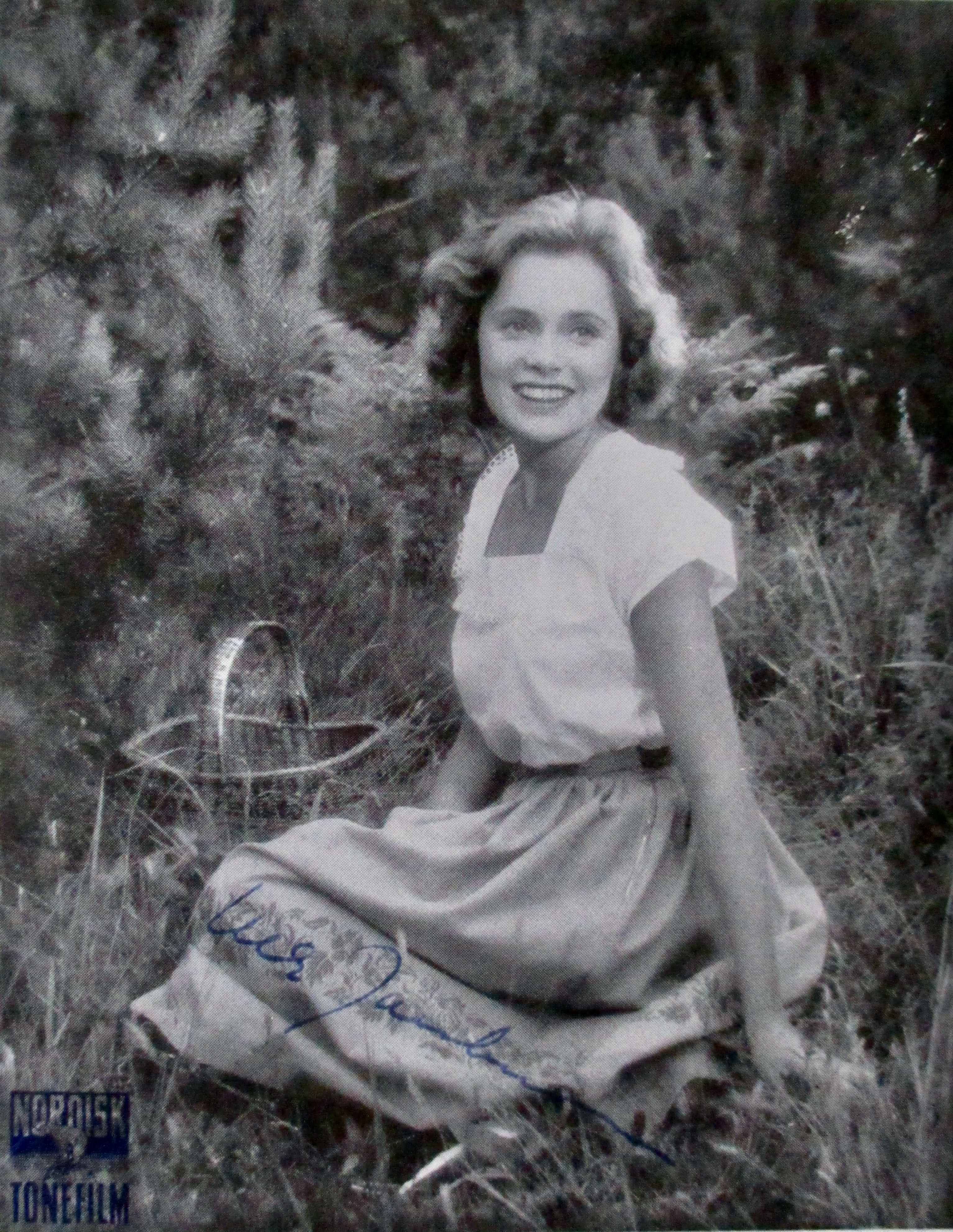
Ulla Jacobsson

Ulla Mai Jacobsson, auch Ulla Jacobsen anhörenⓘ(* 23. Mai 1929 in Mölndal, Schweden; † 20. August 1982 in Wien) war eine schwedisch-österreichische Bühnen- und Filmschauspielerin.

## Berufliches
Nach dem Besuch der Handelsschule und einer Tätigkeit als Sekretärin arbeitete Ulla Jacobsson als Komparsin am Göteborger Stadttheater und nahm Schauspiel-, Fecht-, Tanz- und Gesangsunterricht. Bereits ihre erste Filmrolle machte sie nahezu weltbekannt. Der schwedische Regisseur Arne Mattsson verpflichtete sie für die Hauptrolle in Sie tanzte nur einen Sommer (1951), in dem sie nackt zu sehen war, was damals erhebliches Aufsehen erregte. Dabei war der Film keineswegs auf erotischen Voyeurismus ausgelegt, sondern zeigte junge Schwedinnen in ihrer Natürlichkeit und ohne sexuelle Hintergedanken (siehe Literaturhinweis am Ende des Artikels). Der Film wurde 1952 in Cannes für die beste Musik ausgezeichnet und erhielt wenig später an der Berlinale 1952 den Goldenen Bären. Sie tanzte nur einen Sommer brachte Ulla Jacobsson viele internationale Verträge ein, insbesondere auch in Deutschland, doch die finanzielle Rechnung der Produzenten ging nicht auf, denn der Erfolg des Films wiederholte sich nicht.
Auch eine Rolle in Ingmar Bergmans Das Lächeln einer Sommernacht (1955) machte sie weiter bekannt. Eine Trennung von aufkommenden Klischees und weiteres berufliches Fortkommen sah sie jedoch nur außerhalb Schwedens. Also zog sie 28-jährig nach Wien, wo sie ein Engagement am Theater in der Josefstadt erhielt. Später war Jacobsson als freie Schauspielerin tätig.
Ulla Jacobsson suchte sich nun die Rollen aus, die sie verkörpern wollte. Neben Kirk Douglas spielte sie die Hauptrolle in Kennwort „Schweres Wasser“ (1965) und auch in Rainer Werner Fassbinders Film Faustrecht der Freiheit (1975) stand sie noch einmal vor der Kamera. Später nahm sie noch einige Rollen in TV-Produktionen an, zog sich dann aber Ende der 1970er Jahre weitestgehend zurück. Grund dafür war nicht zuletzt ihre beginnende Krankheit.

## Auszeichnungen
Ulla Jacobsson erhielt 1956 den Bambi und 1967 den Deutschen Filmpreis als beste Nebendarstellerin.

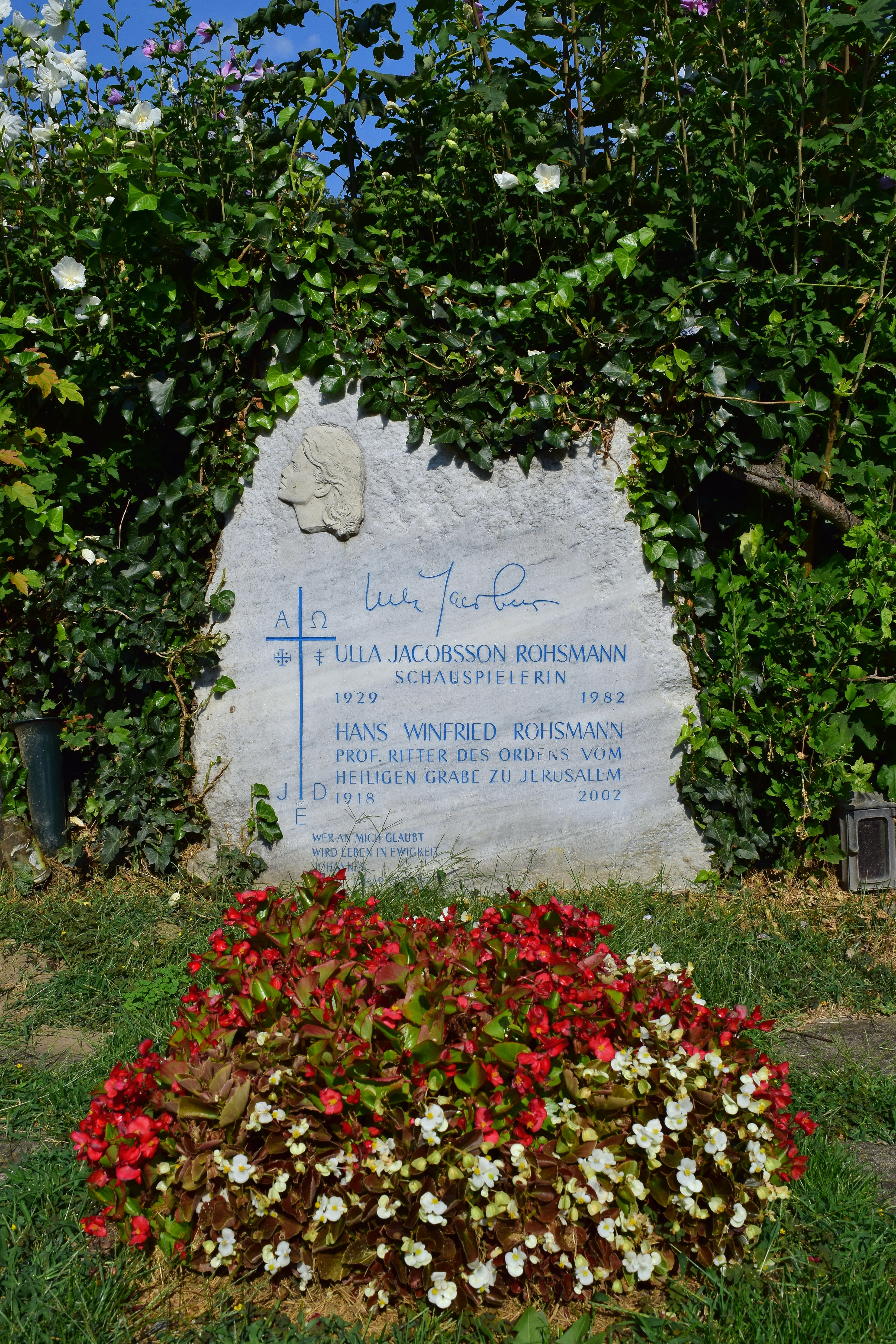
Jacobssons ehrenhalber gewidmetes Grab auf dem Wiener Zentralfriedhof

## Privates

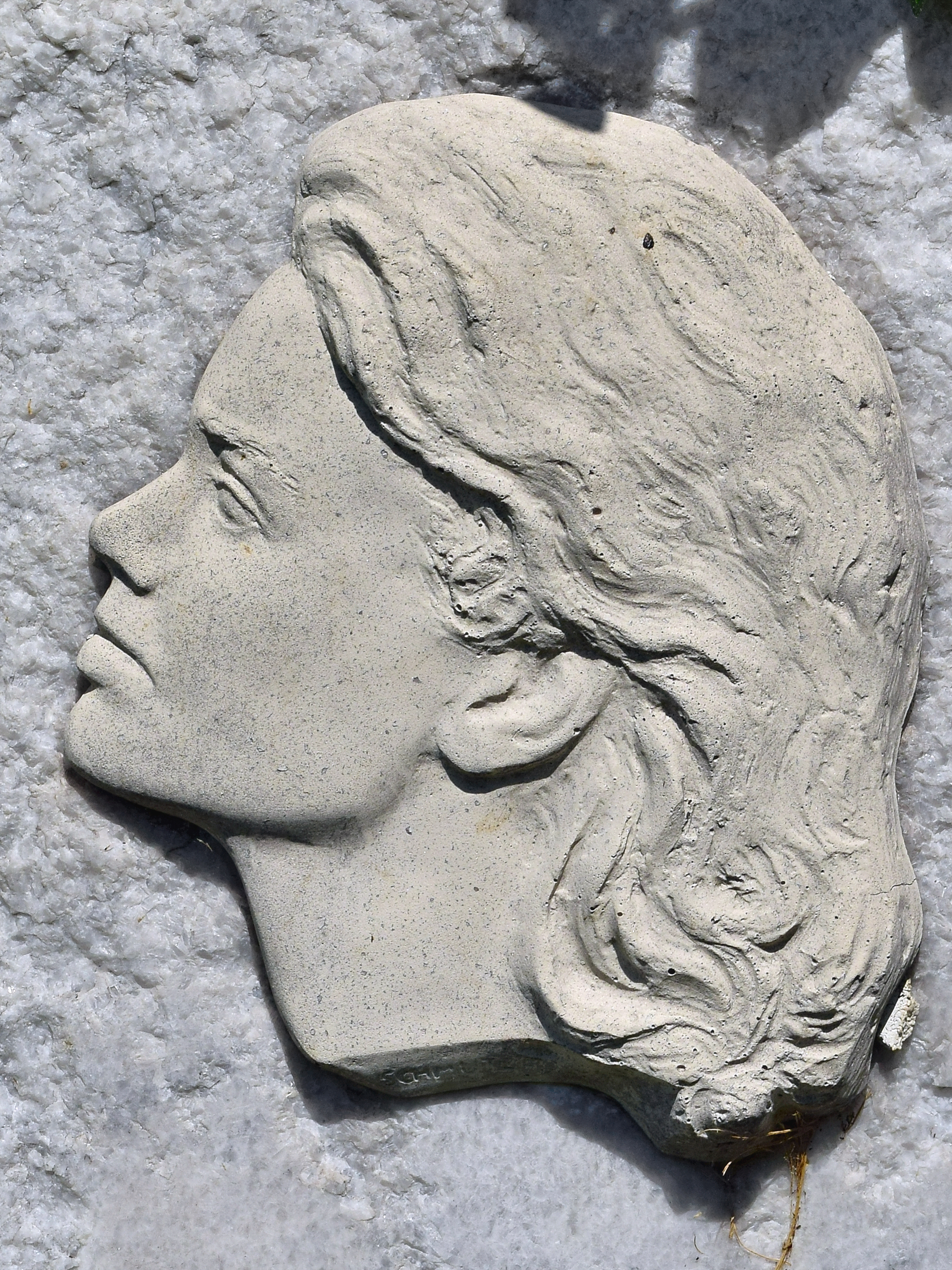
Portraitrelief Jacobssons auf ihrem Grabstein

Ulla Jacobsson war dreimal verheiratet. Ihre erste Ehe schloss sie mit dem Wiener Ingenieur Josef Kornfeld (1925–2012) (dadurch erhielt sie auch die österreichische Staatsbürgerschaft), mit dem sie eine Tochter hatte. Ihrer zweiten Ehe mit dem holländischen Maler Frank Lodeizen (1931–2013) entstammt ein Sohn. Schließlich war sie in dritter Ehe mit Hans Winfried Rohsmann (1918–2002) verheiratet, einem österreichischen Professor für Völkerkunde.
Ulla Jacobsson litt an Knochenkrebs und starb am 20. August 1982 in einem Wiener Krankenhaus. Sie wurde in einem ehrenhalber gewidmeten Grab auf dem Wiener Zentralfriedhof (Gruppe 40, Nummer 149) beigesetzt.

## Filmografie (Auswahl)
- 1951: Bärande hav
- 1951: Sie tanzte nur einen Sommer (Hon dansade en sommar)
- 1954: Karin Mansdotter (Karin Månsdotter)
- 1954: … und ewig bleibt die Liebe
- 1954: Herrn Arnes Schatz (Herr Arnes penningar)
- 1955: Das Lächeln einer Sommernacht (Sommarnattens leende)
- 1955: Der Pfarrer von Kirchfeld
- 1957: Die Letzten werden die Ersten sein
- 1958: Unruhige Nacht
- 1959: Und das am Montagmorgen
- 1959: Unter dem Terror der Mörder (Llegaron dos hombres)
- 1960: Im Namen einer Mutter
- 1962: 40 Millionen suchen einen Mann (Love is a Ball)
- 1964: Zulu
- 1965: Kennwort „Schweres Wasser“ (The Heroes of Telemark)
- 1967: Alle Jahre wieder
- 1968: Tanjas Geliebter
- 1974: Tatort – Nachtfrost
- 1974: Einer von uns beiden
- 1975: Faustrecht der Freiheit
- 1978: Das Ding (Fernseh-Zweiteiler)